# El Al
El Al, plus qu'une compagnie aérienne: C'est Israël
El Al (אל על, Vers le haut en hébreu, code IATA : LY ; code OACI : ELY) est la compagnie aérienne porte-drapeau d’Israël. C’est également la plus importante compagnie aérienne du pays.
Son vol inaugural a lieu de Genève vers Tel-Aviv en septembre 1948.
La compagnie dessert 49 destinations sur quatre continents. Sa base principale est à l'aéroport Ben Gurion de Tel Aviv. Comme compagnie nationale de l'État d'Israël, El Al a joué un rôle dans le transfert en Israël des communités juives d'Éthiopie et Yémen.
El Al applique les préceptes de la religion juive : pas de vols les samedis ni lors des fêtes réligieuses et seulement de la nourriture kosher à bord,.
D'autre part, El Al est considérée comme la compagnie aérienne la plus vigilante sur le plan de la sécurité, notamment pour empêcher ou réduire l'effet d'attentats terroristes.

## Histoire

Premier logo de la compagnie El Al.

Logotype de la filiale charter SUNDOR en 2024.

Ancien logotype de la filiale low-cost Up by El AL de 2013 à 2018.

El Al a été fondée en 1948, année de la création de l'État d'Israël.
Le vol inaugural de septembre 1948 amène le premier président du pays, Chaim Weizmann depuis son domicile de Genève à Tel-Aviv.
En 1951, EL AL proposait les lignes Johannesbourg-Nairobi-Tel Aviv, New-York-Gander-Londres-Paris-Athènes-Tel Aviv, Vienne-Rome-Tel Aviv, Paris-Zurich-Tel Aviv, Istambul-Nicosie-Tel Aviv, New-York-Ganger-Shannon-Londres-Paris-Rome-Tel Aviv en avions Lockheed Constellation et Douglas C-54 Skymaster sous numéro de vol avec le code IATA : EA.
En 1952, elle a obtenu le code IATA LY.
Il fallait 24 heures de vol pour un New York-Tel Aviv et 16 heures pour un New-York-Paris.
L'aéroport d'arrivée et de départ de Tel-Aviv était celui de Lydda à Lod (aujourd'hui l'aéroport David Ben-Gourion). Celui de New-York, l'aéroport Idlewild (aujourd'hui, aéroport JFK).
En 1956, pour joindre l'Afrique du Sud sans survoler l'espace aérien arabe, la compagnie devait emprunter un itinéraire, via Téhéran, comprenant plus de 25 changements de cap, portant la durée du vol Tel-Aviv / Johannesbourg à 16 h et ajoutant plus de 3 200 km au trajet. Cet itinéraire a été reconnu dans le monde de l'aviation[Par qui ?] comme « le vol le plus aberrant de toute l'histoire de l'aéronautique ».
El Al a introduit le Bristol Britannia en service régulier en décembre 1957, lui permettant de voler entre Londres et New York sans escale dans les deux sens.
En juin 1961, le nouveau vol direct New York-Tel Aviv sur un Boeing 707 permet à la compagnie de détenir le plus long vol commercial direct, couvrant 5 760 milles en 9 heures et 33 minutes.
Le 5 avril 1968, El Al ouvre un service régulier vers Nice sur la Côte d'Azur et le 31 mars 1971 vers Marseille.
Le 1er octobre 1977, El Al créé sa compagnie charter nommé El Al Charter Services qui prendra le nom de Sun d'Or en 1981 puis Sun d'Or International Airlines quelque temps après sous l'impulsion de son P-DG Uriel Yashiv.
En mars 1984, El Al opère le premier vol international en Boeing 767 sur la liaison Montréal-Tel-Aviv.
En mai 1988, El Al effectue son plus long vol direct dans l’histoire : un Los Angeles-Tel-Aviv  de 7 000 milles en 13 heures et 41 minutes.
En 1991, 34 avions de la compagnie israélienne El Al se relaient pour transporter 14 325 Falashas hors d'Éthiopie. Cette opération qui a porté le nom d’opération Salomon enregistra le record du nombre de passagers en un vol avec 1 087(1 222 avec les bébés) passagers transportés dans un Boeing 747 de El Al.
La compagnie appartenait à l’État d'Israël jusqu'en 2002. La compagnie a été privatisée tout comme sa filiale Sun d'Or et appartient aujourd'hui à Knafaim Holdings Ltd. (43 %), et à l’État d'Israël (14 %).
El Al commence des vols intérieurs entre Tel Aviv et Eilat en Août 2010 mais seront interrompu le 18 novembre 2013.
La filiale Sun d’Or transfère ses opérations aériennes à la compagnie mère El Al le 20 mars 2011.
Le 30 mars 2014, la nouvelle compagnie low-cost UP débutait ses opérations. Il s'agit de la nouvelle filiale d'El Al. Elle desservait dans un premier temps 5 destinations en Europe.
La compagnie nationale israélienne El Al possède toujours la compagnie charter, la filiale Sundor  contrairement à sa filiale low-cost Up by El Al qui a fonctionné jusqu'en 2018 qui a été reversé dans la compagnie mère El Al.

## Destinations
La compagnie charter d'El Al, Sundor, dessert des destinations qu' El Al ne dessert pas forcément, contrairement à son ancienne filiale, Up by El Al, qui ne volait que vers des destinations desservies par El Al.
À l'été 2023, Sundor desservait en Boeing 737-800, 11 destinations à savoir Naples, Thessalonique, Larnaca, Paphos, Istanbul, Ljubljana, Zagreb, Porto, Charm el-Cheikh, Tbilissi et Tivat (Monténégro).
La compagnie assure de nombreux vols par jour vers 48 destinations dans le monde :
Dans le monde :
- 🇿🇦 Afrique du Sud : Johannesbourg
- 🇩🇪 Allemagne :
  - Berlin
  - Francfort
  - Munich
- 🇦🇹 Autriche : Vienne
- 🇧🇪 Belgique : Bruxelles
- 🇧🇬 Bulgarie : Sofia
- 🇨🇦 Canada : Toronto
- 🇨🇳 Chine : Pékin
- 🇨🇾 Chypre : Larnaca
- 🇭🇷 Croatie : Zagreb (Sun d'Or)
- 🇪🇸 Espagne :
  - Barcelone (Sun d'Or)
  - Madrid
  - Malaga (Sun d'Or)
  - Valence (Sun d'Or)
- 🇺🇸 États-Unis :
  - New York City
  - Boston
  - Chicago (2020)
  - Los Angeles
  - Las Vegas
  - Miami
  - Orlando
  - San Francisco
- 🇫🇷 France :
  - Paris
  - Marseille
  - Nice
- 🇬🇪 Géorgie : Tbilissi (Sun d'Or)
- 🇬🇷 Grèce : Athènes
- 🇭🇰 Hong Kong : Hong Kong
- 🇭🇺 Hongrie : Budapest
- 🇮🇹 Italie :
  - Rome
  - Milan
  - Venise
  - Naples (Sun d'Or)
- 🇮🇳 Inde : Mumbai
- 🇲🇦 Maroc :
  - Casablanca
  - Marrakech
- 🇳🇱 Pays-Bas : Amsterdam
- 🇵🇱 Pologne :
  - Varsovie
  - Cracovie (Sun d'Or)
- 🇵🇹 Portugal :
  - Lisbonne (Sun d'Or)
  - Porto (Sun d'Or)
- 🇨🇿 République Tchèque : Prague
- 🇷🇴 Roumanie : Bucarest
- 🇬🇧 Royaume-Uni :
  - Londres-Heathrow
  - Londres-Luton
- 🇷🇺 Russie : Moscou
- 🇸🇮 Slovénie : Ljubljana (Sun d'Or)
- 🇨🇭 Suisse :
  - Genève
  - Zurich
- 🇹🇭 Thaïlande : Bangkok
- 🇺🇦 Ukraine :
  - Kiev
  - Odessa (Sun d'Or)

🇮🇱 Vols intérieurs :
- Aéroport international de David-Ben-Gourion, Tel-Aviv
- Aéroport international Ramon, Eilat, (opéré par Israir la plupart du temps, mais El Al utilise parfois ses propres appareils (B737-800))

Son Hub est à l’Aéroport international de David-Ben-Gourion de Tel Aviv, au tout nouveau Terminal 3 comportant un des plus grands Duty Free au monde.

## Sécurité et accidents
Le 27 juillet 1955, le Lockheed L-049 Constellation du vol El Al 402 qui a dérivé de sa route est abattu par deux MiG-15 de l'aviation Bulgare faisant 58 morts.
Le 23 juillet 1968, trois membres du front populaire de libération de la Palestine détournent, vers Alger, le vol El Al 426, un Boeing 707 avec 48 passagers à bord[réf. nécessaire].
Le 17 avril 1986, un vol LY 016 qui reliait New-York à Tel Aviv via Londres avait été la cible d’un projet d’attentat à la bombe qui aurait pu tuer tous les passagers se trouvant à bord par une femme Irlandaise de 32 ans, enceinte de 6 mois qui transportait, sans le savoir, l’explosif que son petit ami jordanien lui avait donné en cherchant à utiliser la jeune femme comme kamikaze involontaire, lui-même formé par les services de renseignement syriens qui lui avaient donné ces instructions. Hindawi, l'ami Jordanien avait été condamné à 45 ans de prison et la femme enceinte avait été remise en liberté, les Britanniques ayant réalisé qu’elle avait été manipulée par le terroriste jordanien.
Du fait de la menace terroriste, elle a mis en œuvre, bien avant les attentats du 11 septembre 2001, des mesures draconiennes de sécurité à l'embarquement, mais également pendant le vol.
El Al demeure l'une des rares compagnies à embarquer des agents de sécurité, ou Sky marshals, dans leurs avions. Les appareils de la compagnie sont équipés d'un plancher renforcé afin d'améliorer leur résistance face à d'éventuelles bombes en soute. L'accès au cockpit des appareils d'El Al est protégé par un sas composé de deux portes. Les avions de la compagnie ont pareillement été équipés de systèmes anti-missiles.
En 1992, une avarie qui causa le décrochage des moteurs de l'avion sur le vol cargo 1862 fait 39 morts au sol dans un crash sur un immeuble aux Pays-Bas en plus des quatre personnes présentes dans l'appareil. C'est le seul accident qu'a connu la compagnie ; néanmoins, elle est déclarée responsable par les enquêteurs pour n'avoir pas assez entretenu l'appareil. La compagnie dut payer de lourdes réparations à l'État néerlandais et aux familles des victimes.
Le 4 juillet 2002, une fusillade éclate à l’aéroport international de Los Angeles, ce jour-là un homme âgé de 41 ans au moment des faits nommé Hesham Mohamed Hadayet ouvre le feu à proximité de la billetterie El Al. Le tireur abat deux personnes avec son pistolet, il blesse également cinq personnes, dont quatre par balle. Il est finalement abattu par un responsable de la sécurité. En septembre 2002, les enquêteurs fédéraux ont conclu que Hadayet espérait influencer la politique du gouvernement américain en faveur du peuple palestinien et que l’incident était un acte terroriste.

## Flotte
La flotte d'El Al est appelée flotte « Tout-Boeing » (Proudly All Boeing) car elle composée uniquement d'avions du constructeur américain Boeing. En mai 2025, la flotte d'El Al est composée de 51 appareils, exploités par la compagnie et ses filiales :
| Modèle d'avion   | Nombre d'appareils | En commande | Motorisation  | Sièges (First/Business/Premium Economy/Economy/Preference seats) | Immatriculation |
| ---------------- | ------------------ | ----------- | ------------- | ---------------------------------------------------------------- | --- |
| Boeing 737-800   | 21                 | —           | 2 C.F.M       | El Al : 160 pax                                                  | 4X-EKA, 4X-EKB, 4X-EKC, 4X-EKF, 4X-EKH, 4X-EKI, 4X-EKJ, 4X-EKK, 4X-EKL, 4X-EKM, 4X-EKO, 4X-EKP, 4X-EKR, 4X-EKS, 4X-EKT, 4X-EKU, 4X-EKZ (cargo)                                                                                      |
| Boeing 737-900ER | 8                  | —           | 2 C.F.M       | 172 (16 Business/12 Preference seats/138 Economy)                | 4X-EHA, 4X-EHB, 4X-EHE, 4X-EHC, 4X-EHD, 4X-EHH, 4X-EHF, 4X-EHI |
| Boeing 737 Max   | —                  | 31          | à déterminer  | à déterminer                                                     | |
| Boeing 777-200ER | 5                  | —           | 2 Rolls-Royce |                                                                  | 4X-ECA (Galilée), 4X-ECB (Neguev), 4X-ECC (HaSharon), 4X-ECD (Carmel), 4X-ECE (Sdérot), 4X-ECF(Qiryat Shemona) |
| Boeing 787-8     | 4                  | —           | 2 Rolls-Royce | 238 (20 First Business/35 Premium Economy/183 Economy)           | 4X-ERA, 4X-ERB, 4X-ERC, 4X-ERD |
| Boeing 787-9     | 13                 | 8           | 2 Rolls-Royce |                                                                  | 4X-EDA (Ashdod), 4X-EDB (Rishon LeZion), 4X-EDC (Tel Aviv-Jaffa), 4X-EDD (Haïfa), 4X-EDE (Bat Yam), 4X-EDF (Rehovot - Livrée rétro des années 1960), 4X-EDH, 4X-EDI, 4X-EDJ, 4X-EDK, 4X-EDL, 4X-EDM (Livrée Jérusalem d'or), 4X-EDN |

Tous les Boeing 737 sont équipés de winglets.
La compagnie a, dans le passé, possédé des Boeing 757, qui ont tous été retirés progressivement de la flotte, et remplacés par des Boeing 737. El Al avait mis en service son premier B757 le 6 novembre 1987; le dernier a été retiré le 1er décembre 2012.

## Classes de confort
Il existe cinq classes de confort différentes chez El Al. Quatre classes officielles, et une extension de la classe Economy (Preference seats) :
- Economy : dans tous les avions
- Premium Economy : dans tous les avions sauf certains Boeing 737
- Preference seats : dans tous les avions (sièges avec espace supplémentaire, devant les sorties de secours)
- Business : dans tous les avions sauf certains Boeing 737.
- First : présente dans le Boeing 777-200ER

## Galerie photographique

### El Al Israël Airlines

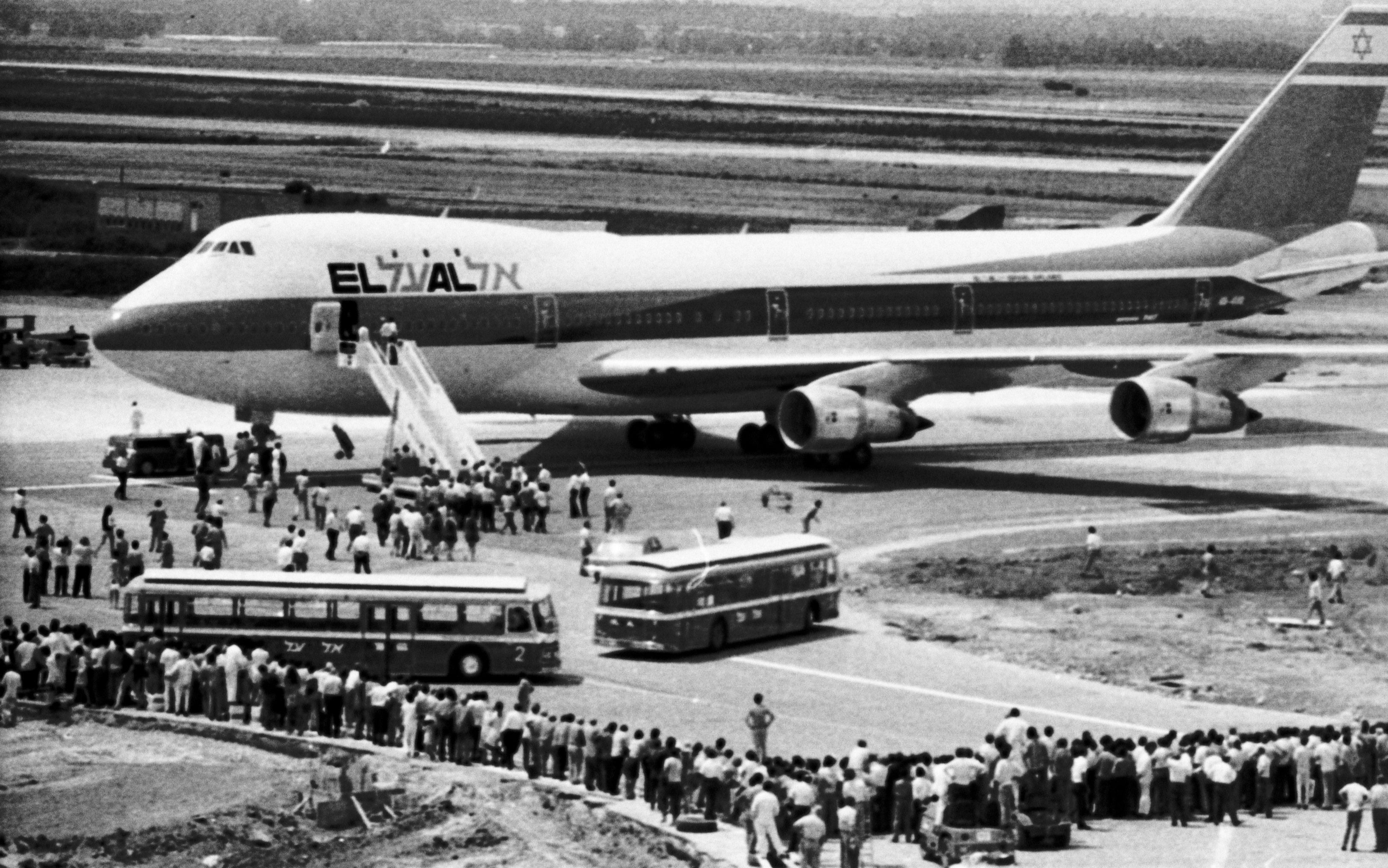
La compagnie aérienne nationale EL AL reçoit son premier Jumbo, le Boeing 747 en 1971.
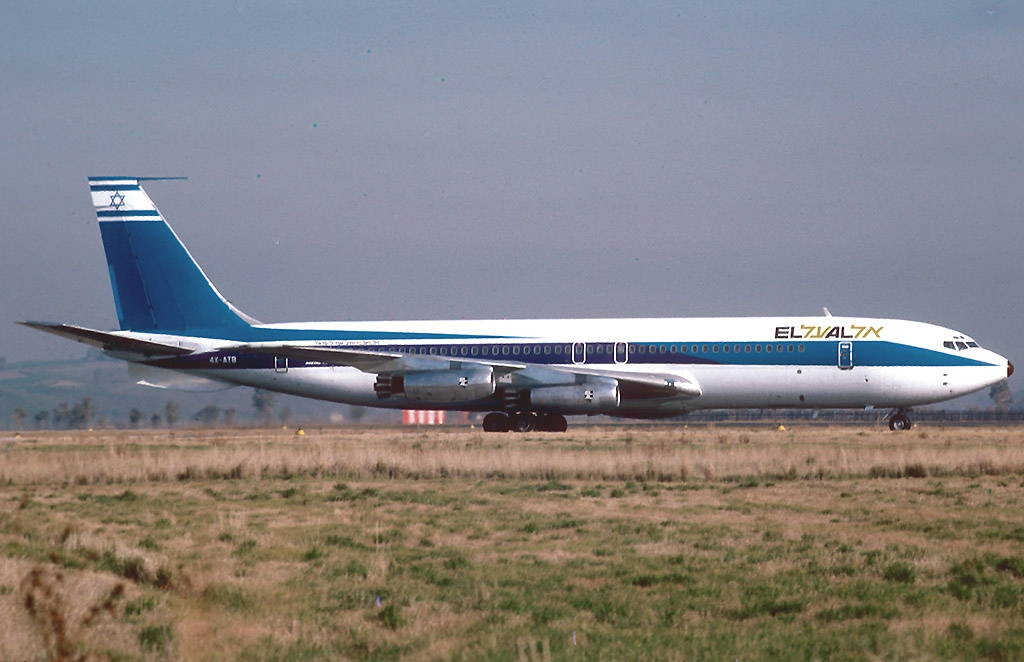
Boeing 707 d'El Al à Rome en 1980.
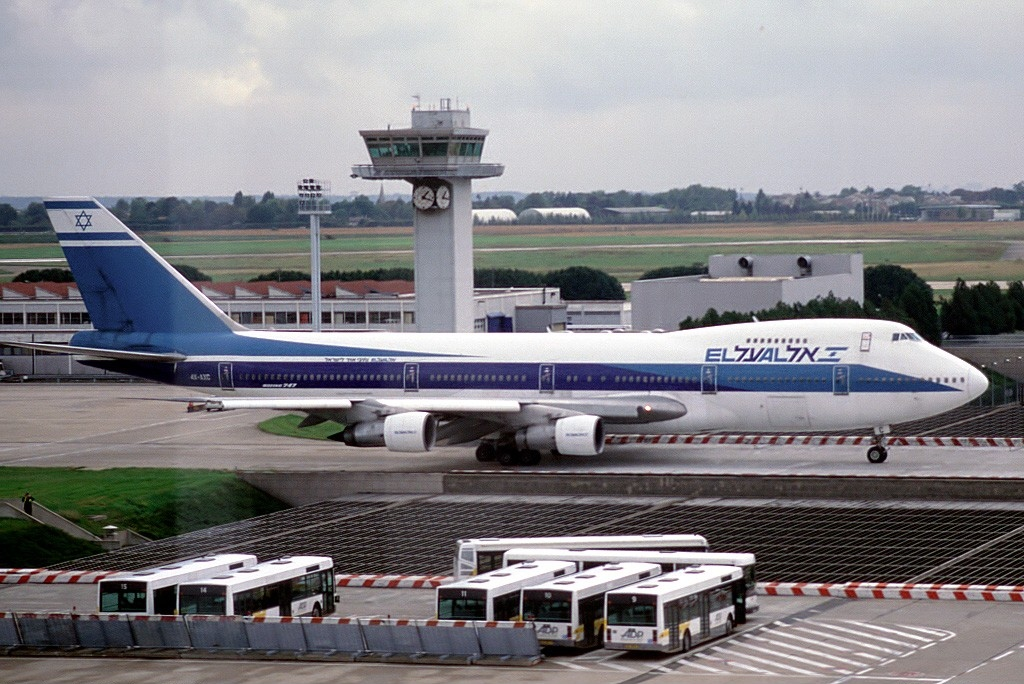
Boeing 747 d'El Al à Paris Orly en 1999.
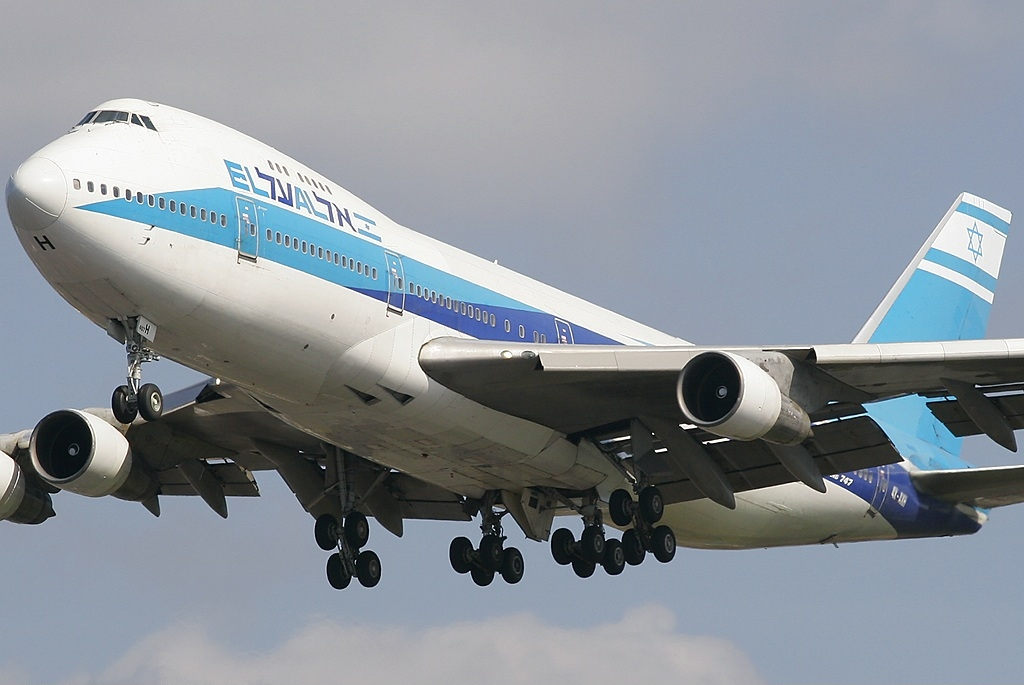
Boeing 747 d'El Al en 2005 à Londres.
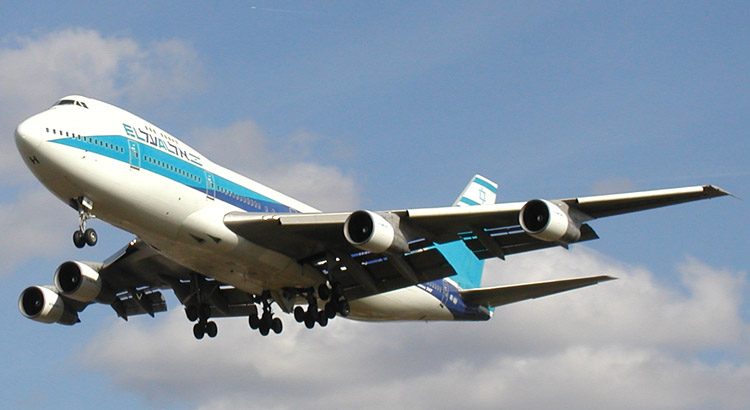
Approche finale d'un Boeing 747-200 sous les anciennes couleurs d'El Al à l'aéroport de Londres-Heathrow.
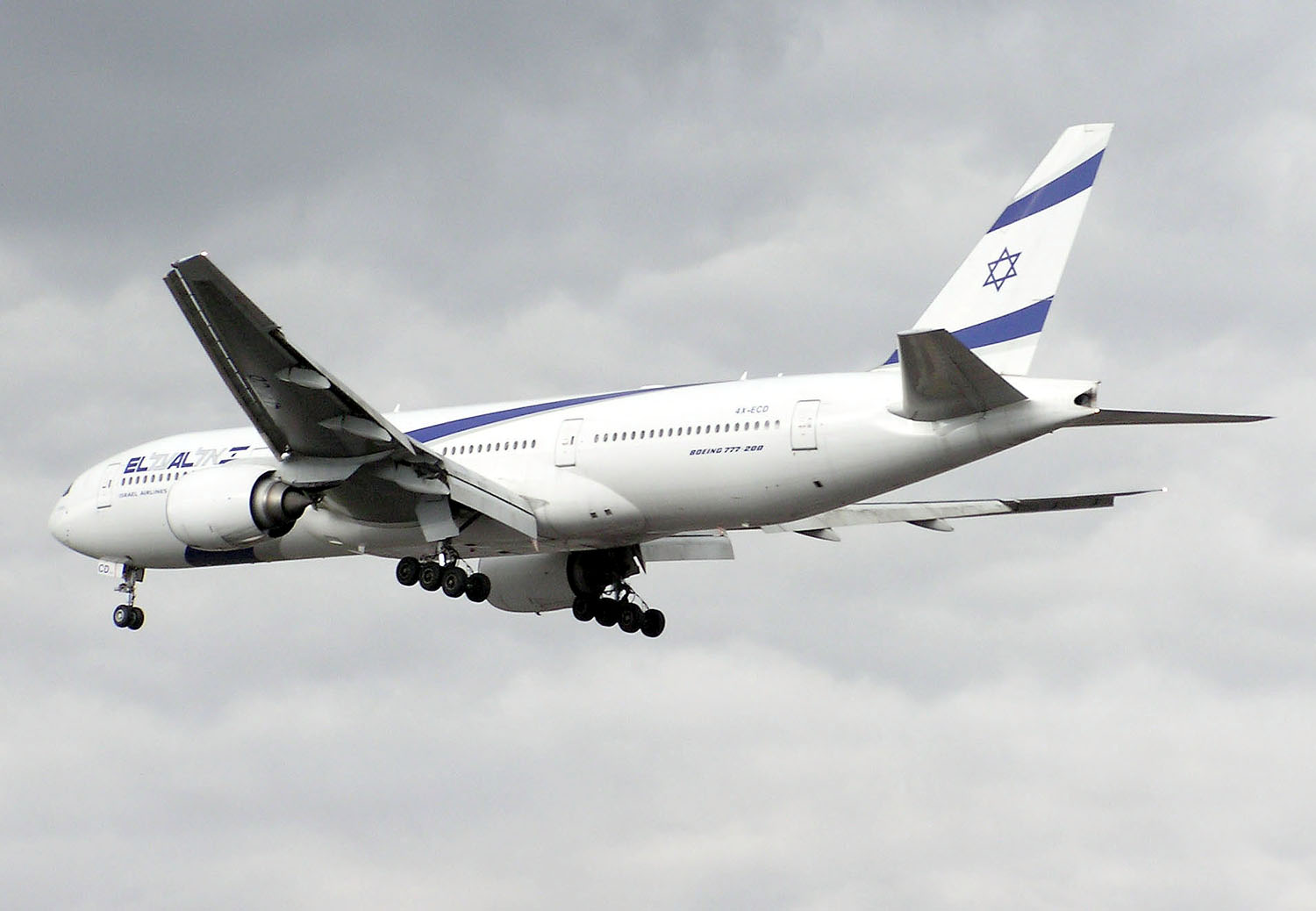
Boeing 777-200ER d'El Al.
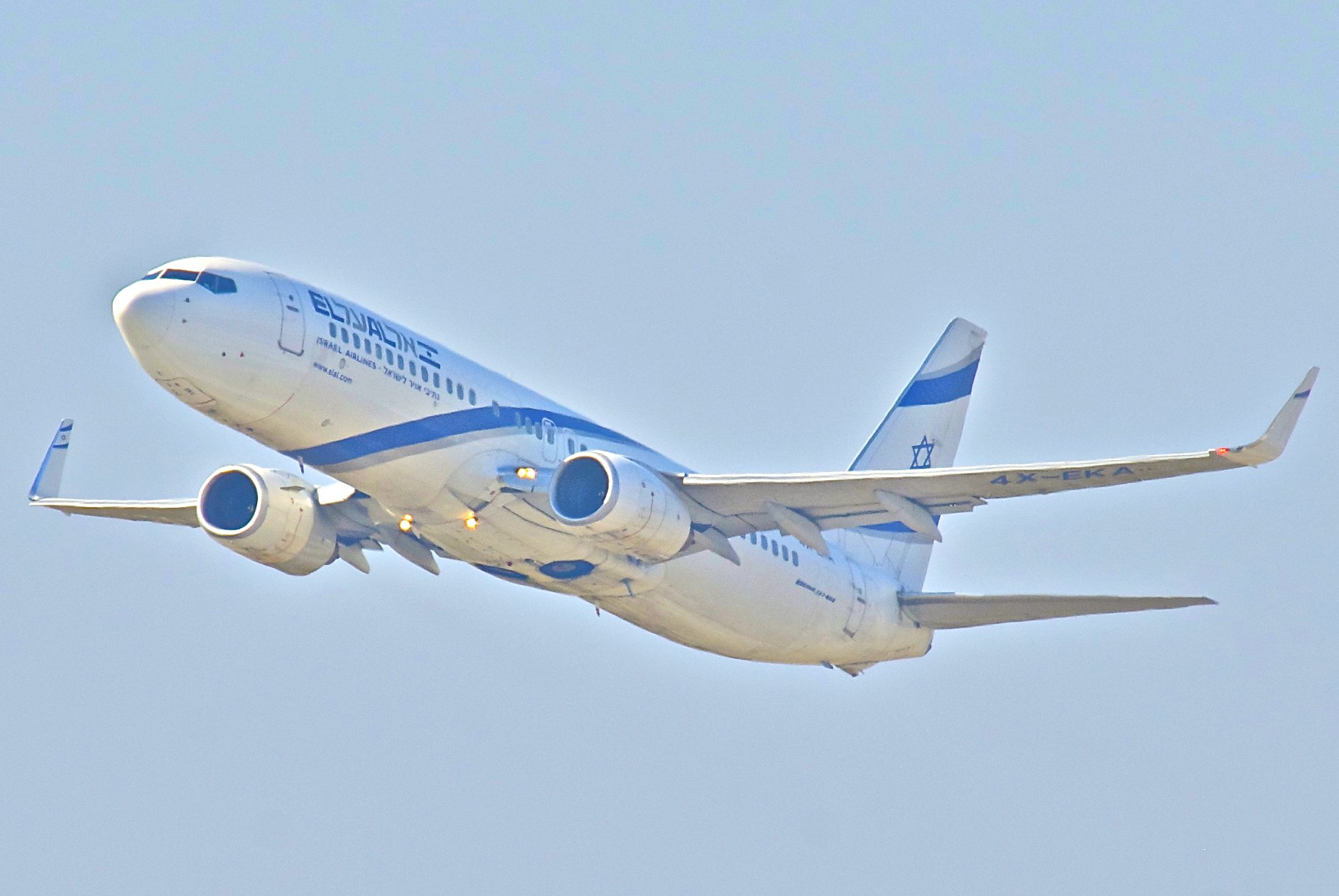
Boeing 737-800 d'El Al.
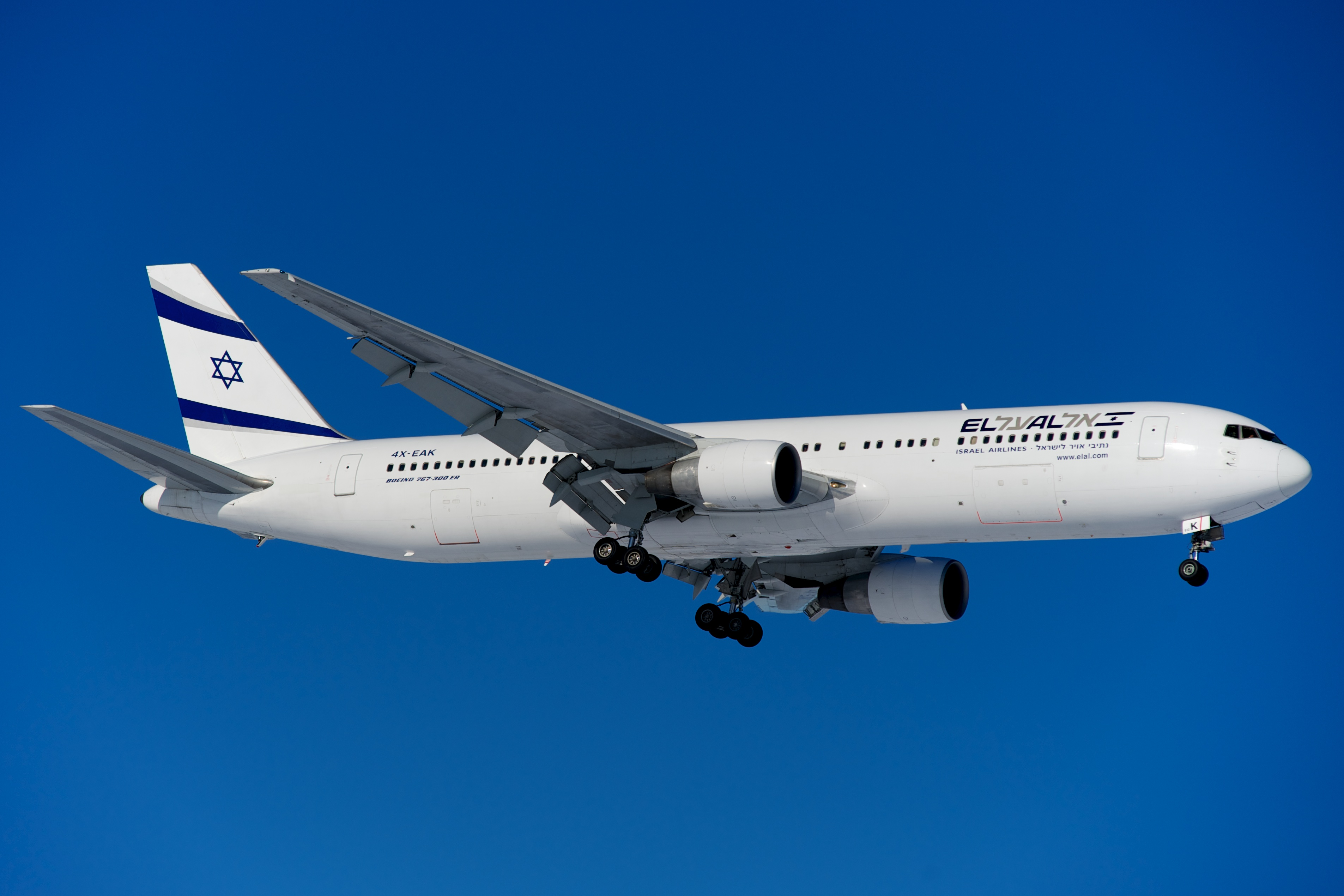
Boeing 767-300ER d'El Al.
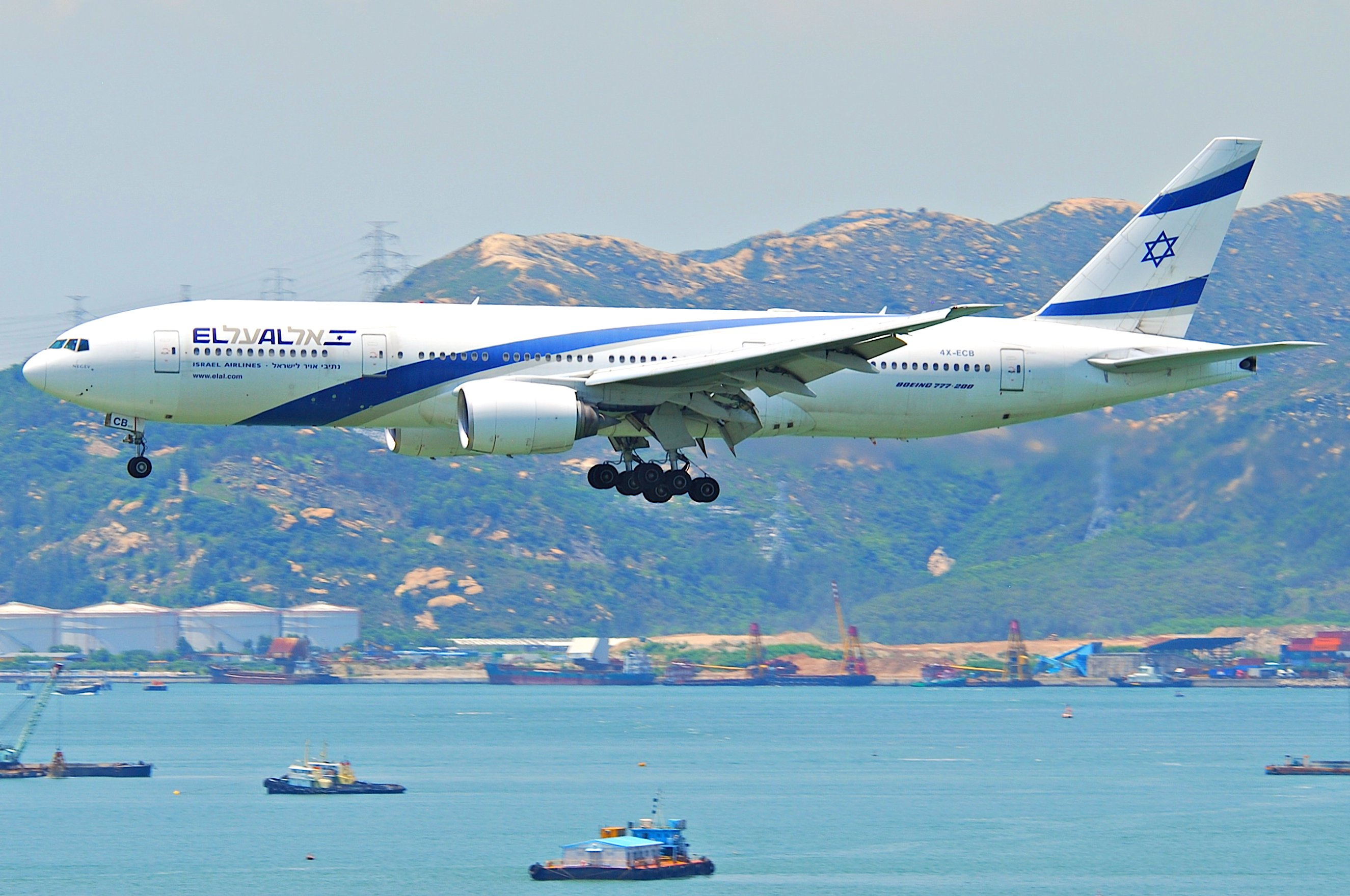
Boeing 777-200ER d'El Al en approche de l'aéroport international de Hong-Kong.
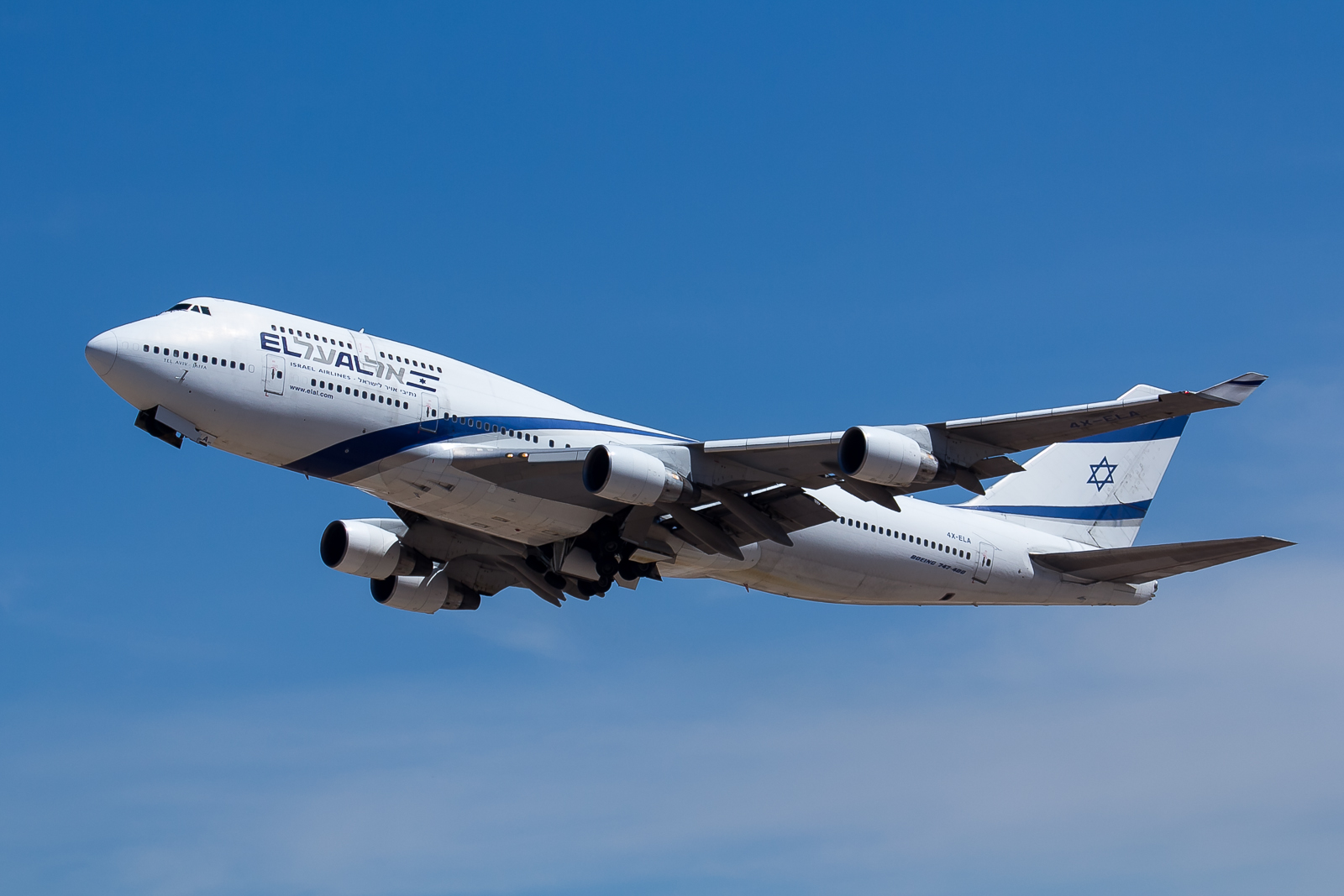
Boeing 747-400 d'El Al décollant de l'aéroport international de David-Ben-Gourion, Tel-Aviv.
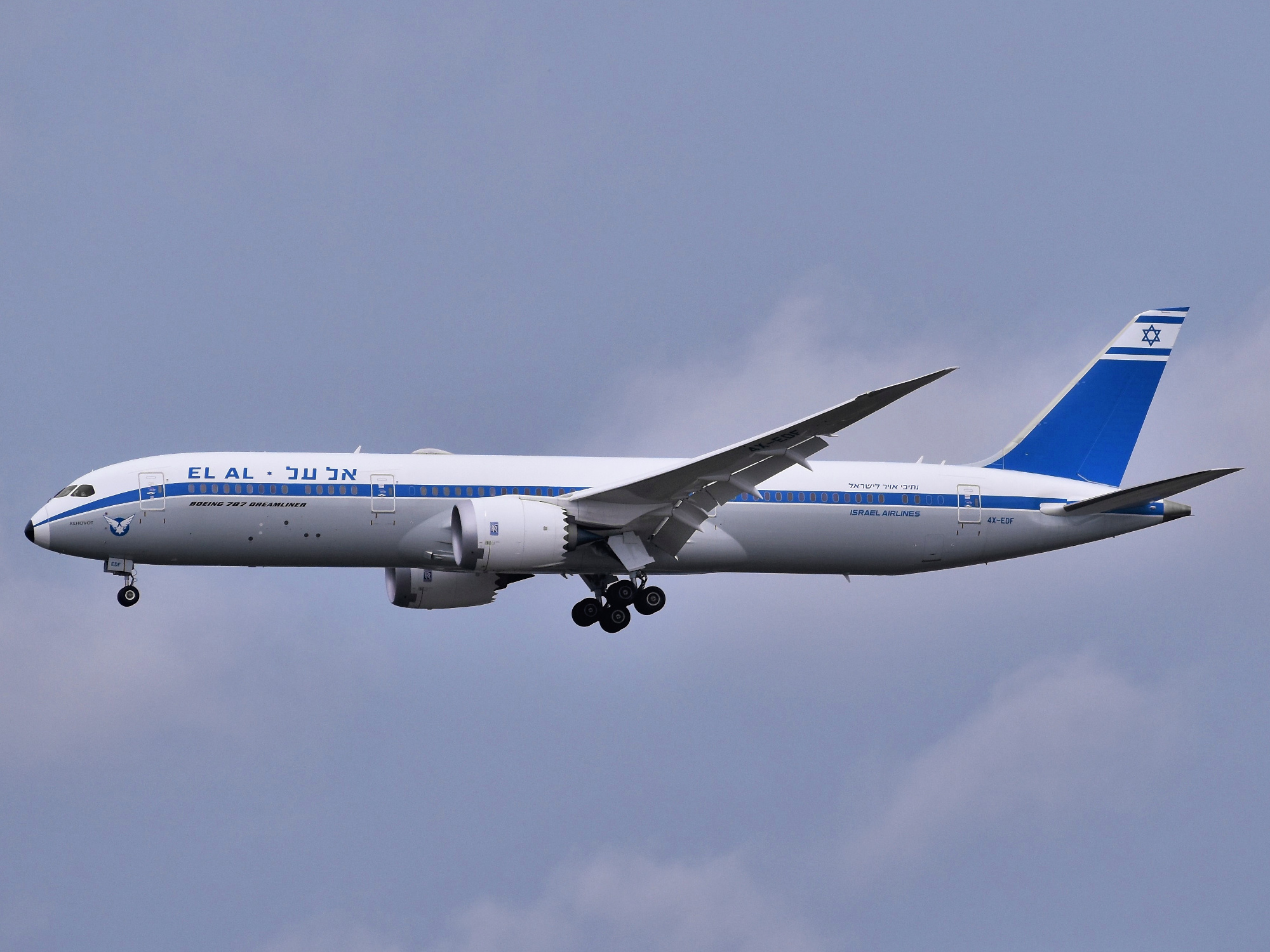
Boeing 787-9 Dreamliner d'El Al en approche de l'aéroport international John F. Kennedy de New York.
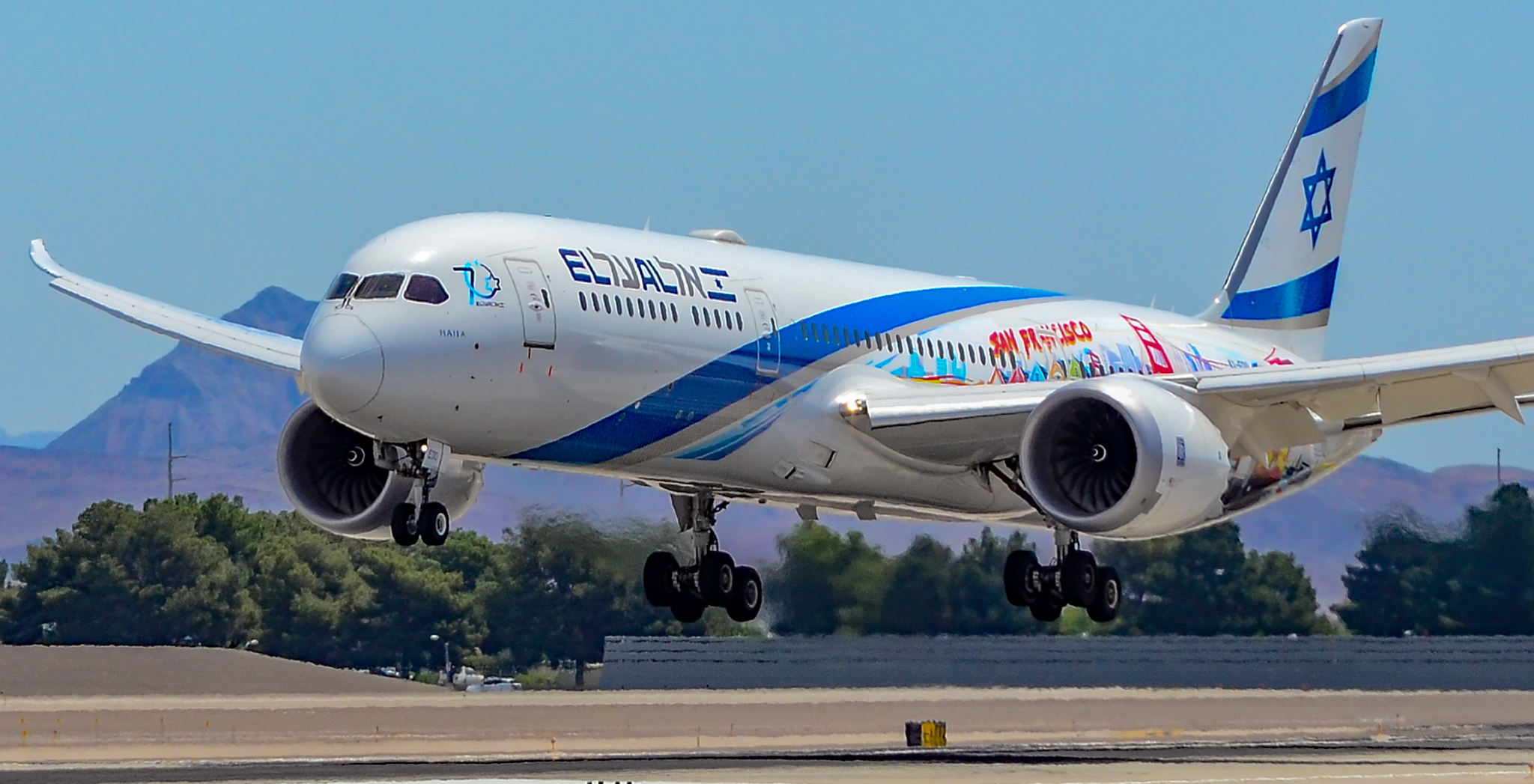
Boeing 787-900 Dreamliner à Las Vegas le 14 juin  2019 lors du vol inaugural.
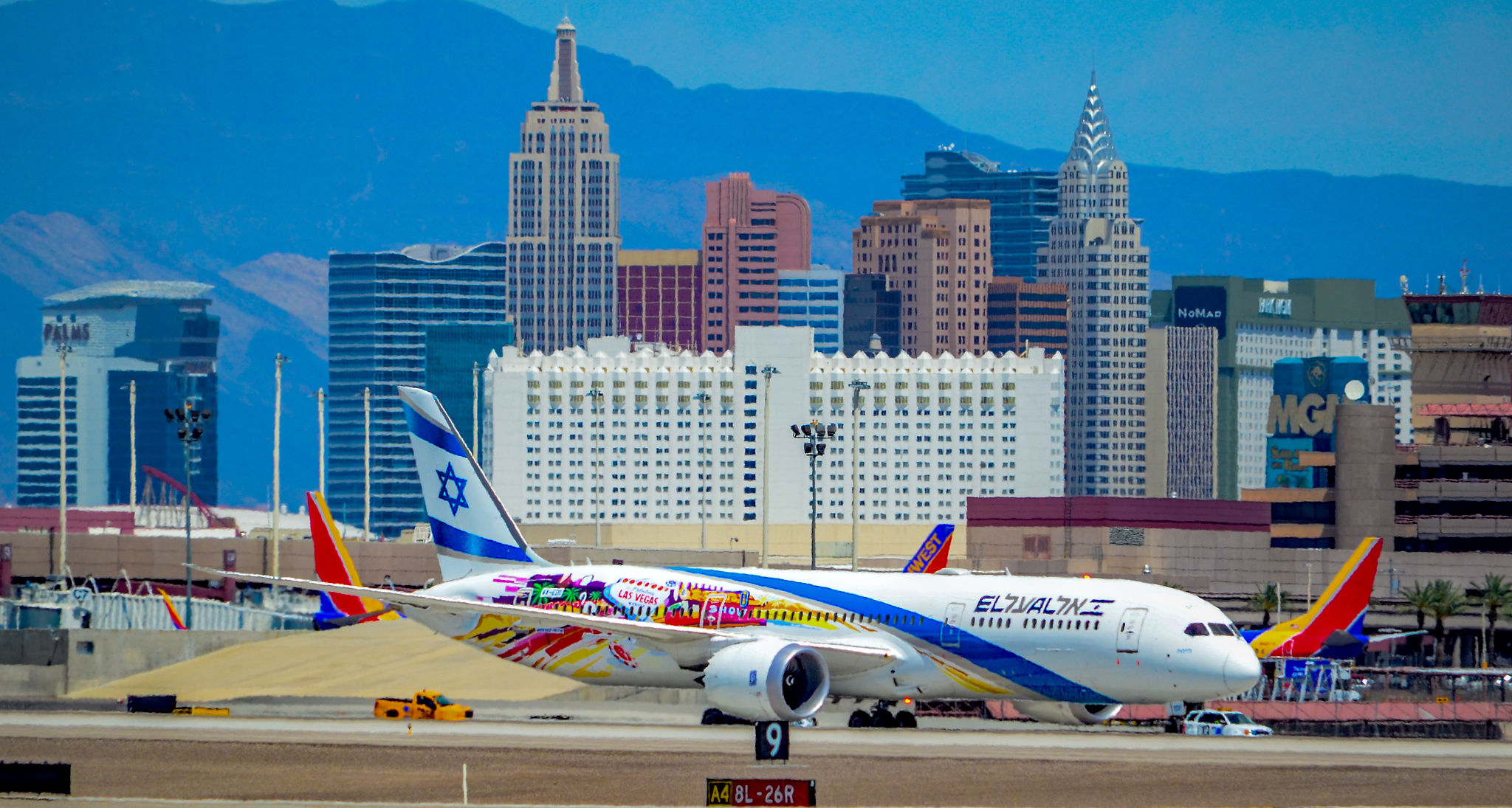
Boeing 787-900 Dreamliner à Las Vegas le 14 juin  2019 lors du vol inaugural.
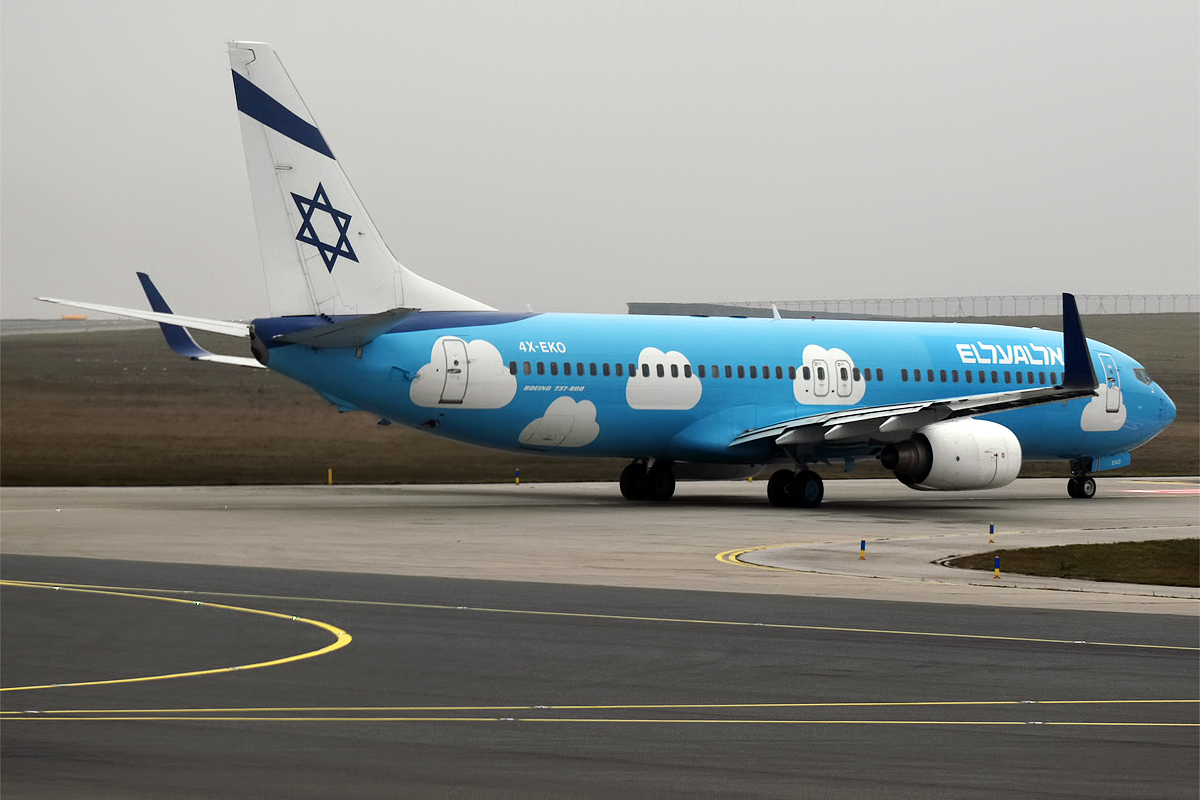
Boeing 737-86Q 4X-EKO d'El Al en 2019 avec l'ancienne peinture de la filiale low-cost Up by El Al.
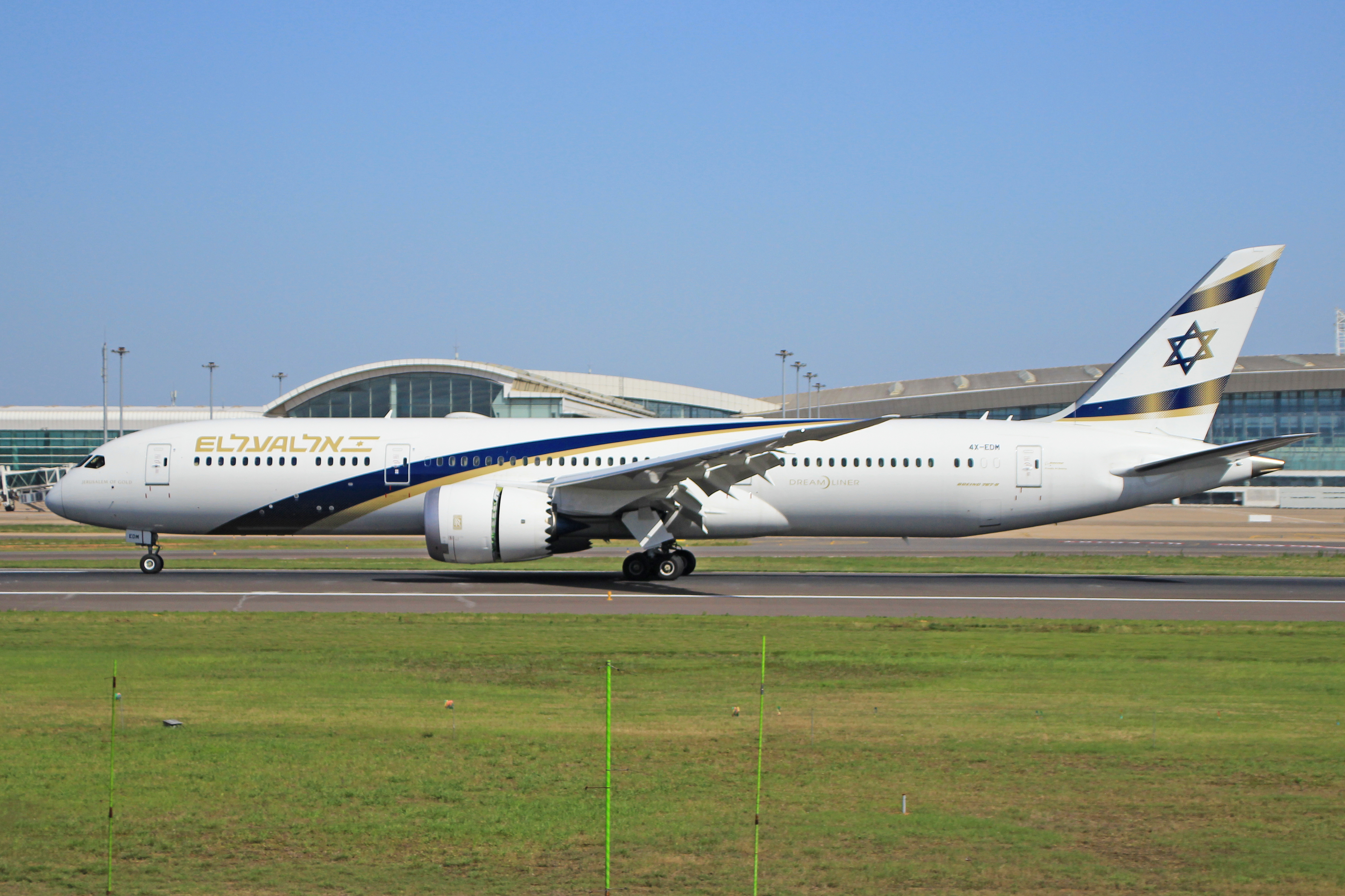
Vol EL AL numéro LY2093 à l’aéroport international de Wuhan Tianhe en 2020.

### Filiales

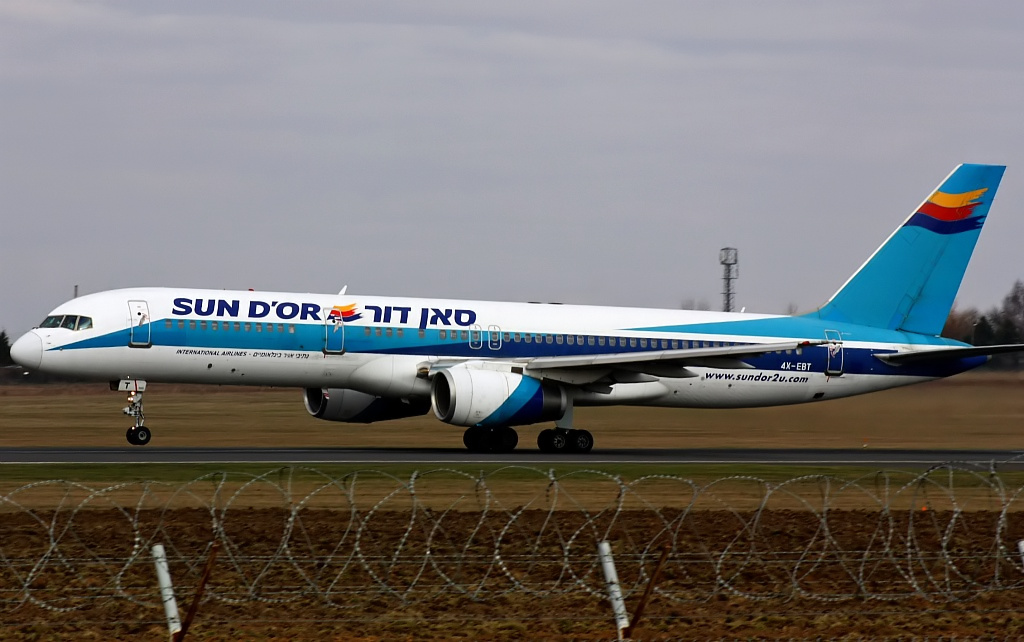
Boeing 757-200 immatriculé 4X-EBT à Poznań en Pologne en 2011.
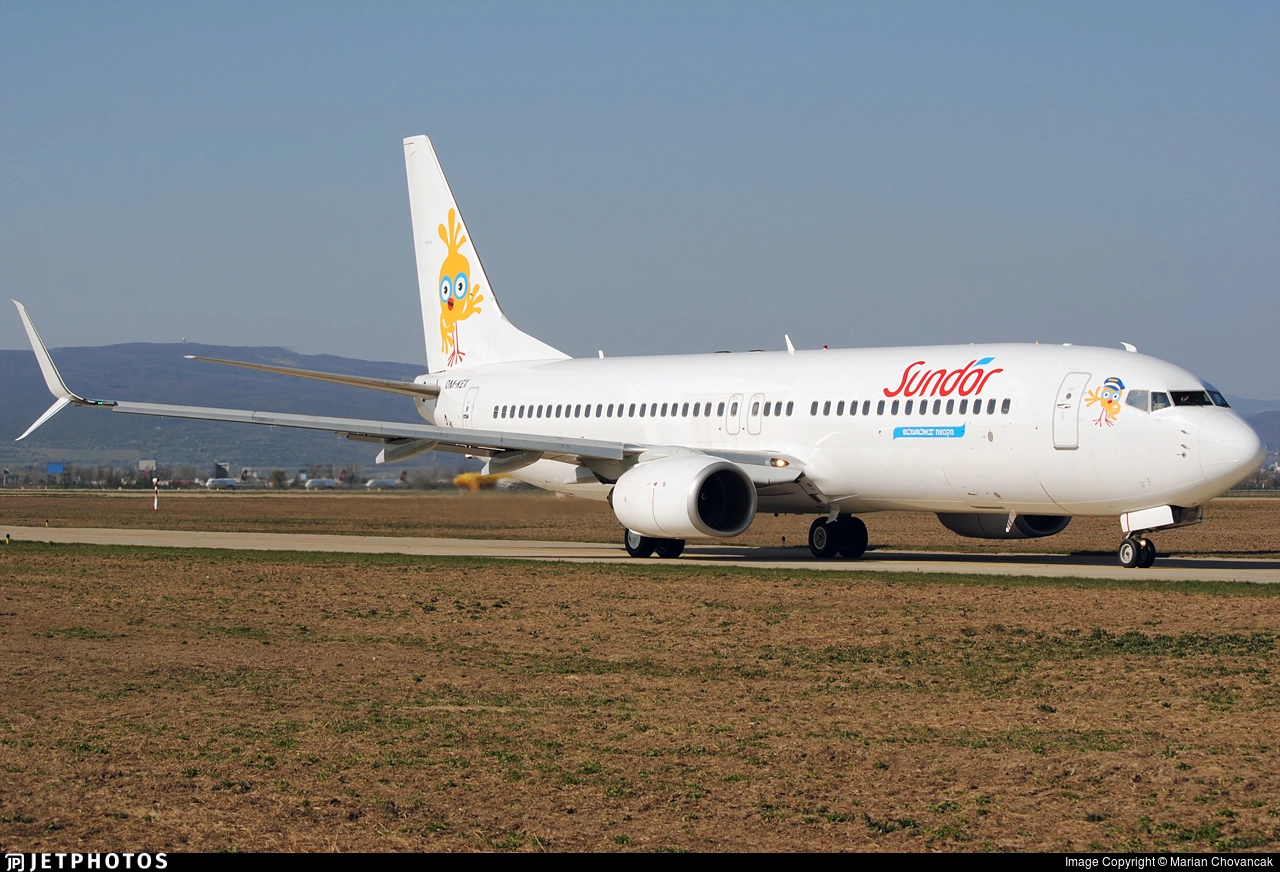
Boeing 737 Sundor en 2019.
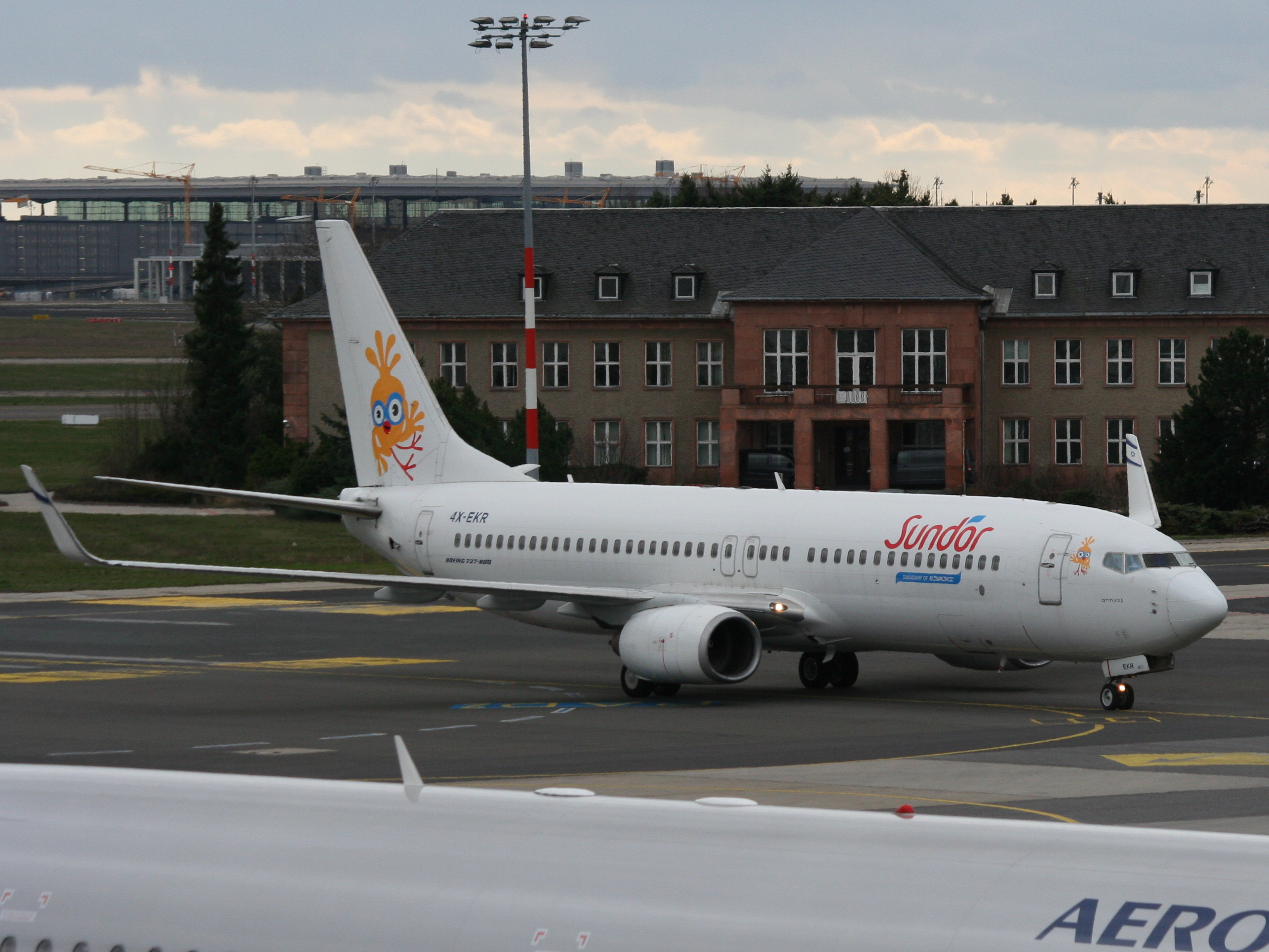
Boeing 737 Sundor 4X-EKR à Berlin en 2019.
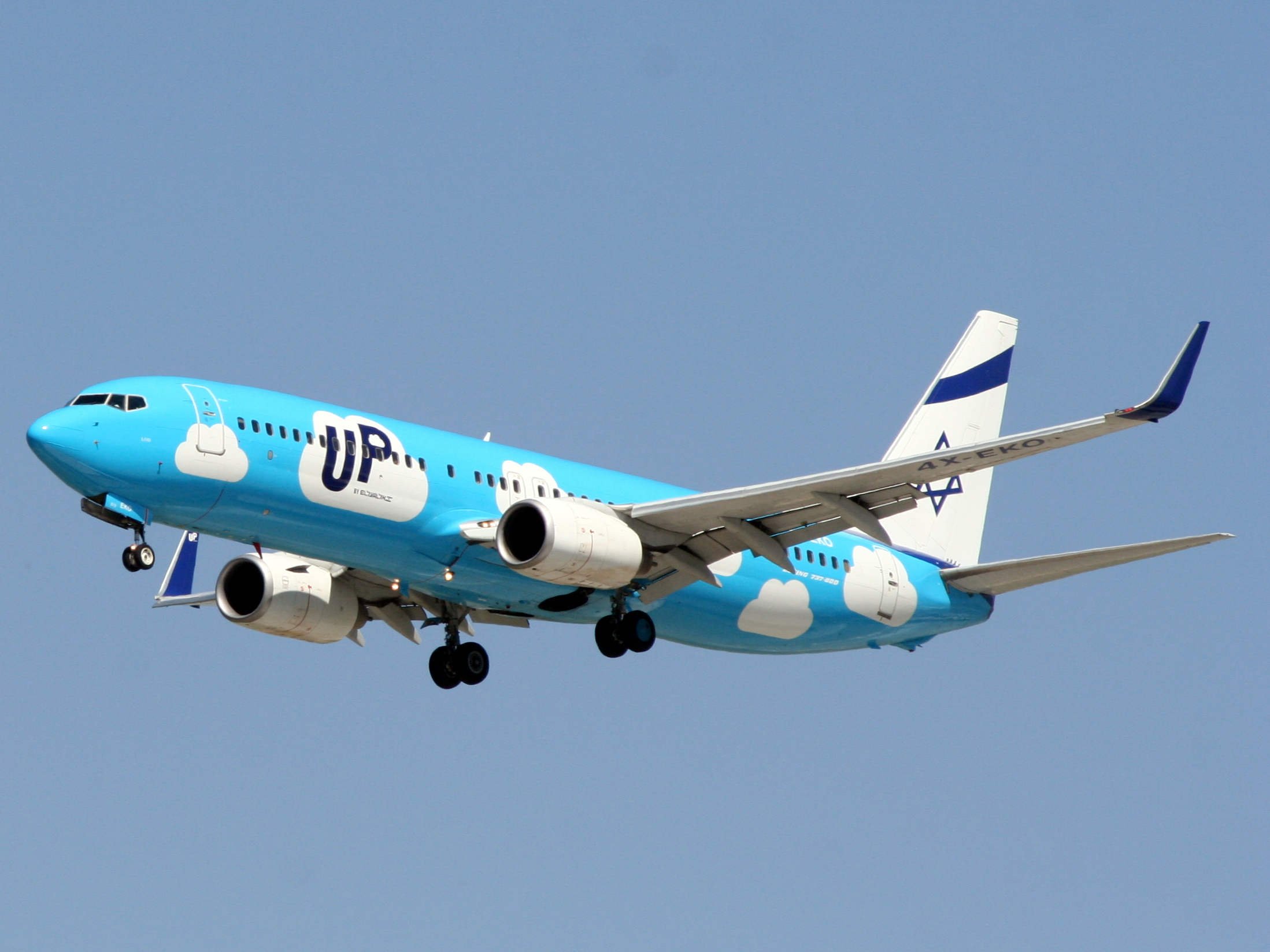
Boeing 737 Up by El Al 4X-EKO à Tel Aviv en 2014.
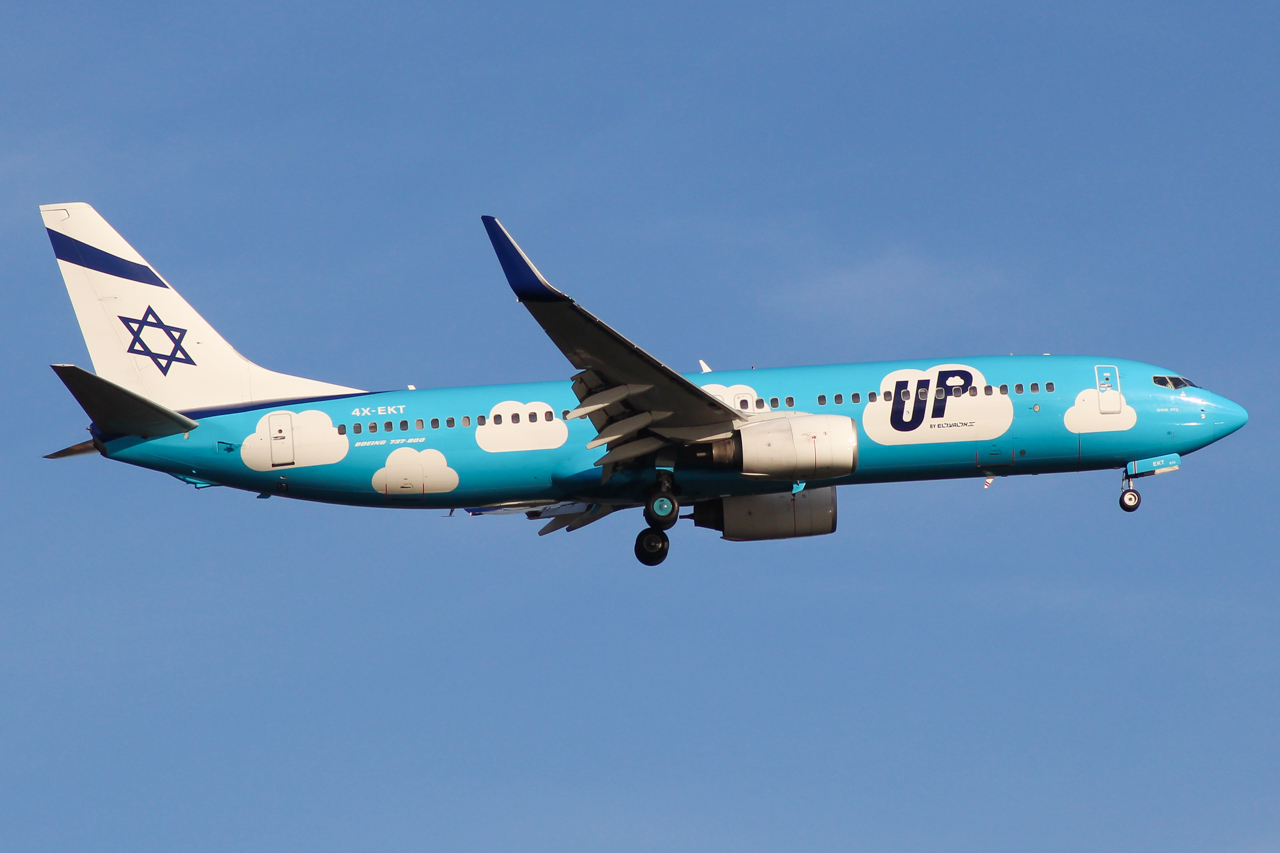
Boeing 737-800 de Up by El Al EX-EKT à Glasgow en 2016.

## Voyageurs fréquents
Le programme Frequent Flyer Matmid a changé en 2004 et le compte des points se fait en trois ans.
Il existe différents types de cartes : Matmid, Silver, Gold, Platinium et Top Platium.
La carte King David est une carte de fidélité payante permettant d'obtenir des services supplémentaires comme l'accès au salon VIP.
Les clients de la filiale Charter Sundor profitent également de ce programme de fidélisation.

## Religion
El Al applique les préceptes de la réligion juive. Elle ne vole pas le jour du shabbat (samedi), période de repos obligatoire du vendredi soir au samedi soir, ni les jours de fête juives. Des vols sont remplacés par les compagnies en partage de code et les vols sont reportés pour le samedi soir ou avancés au vendredi après-midi.
De plus, la compagnie propose exclusivement des repas Kasher sur ses vols.

## Compagnies affiliées
El Al a des accords de partage de codes avec les compagnies suivantes (décembre 2012): Aerosvit Airlines, Air China, American Airlines, Czech Airlines, Iberia Airlines, S7 Airlines, Swiss International Air Lines, Thai International Airways, Vietnam Airlines et WestJet.
Depuis le 29 juin 2023, El Al est en code-share avec Delta Air Lines alors qu'elle l'était par le passé avec Americain Airlines (2008-2014).

## Salons VIP
Le Salon VIP King David est destiné aux passagers de la classe affaires et de la première classe de la compagnie aérienne. Il y a six salons King David à travers le monde : 
- Aéroport international de David Ben Gourion, Tel-Aviv ;
- John F. Kennedy International, New York;
- Aéroport international Liberty, Newark ;
- Aéroport de Paris Charles de Gaulle ;
- Aéroport de London Heathrow ;
- Aéroport international de Los Angeles.

Tous les salons proposent des boissons, des collations, des journaux et des magazines (Israéliens et étrangers), tandis que certains salons offrent également un accès Wi-Fi gratuit. Le salon King David du Terminal 3 de l'aéroport de Tel-Aviv Ben Gourion est équipé de téléphones, de douches et de spas. Il dispose d'une section séparée pour les passagers de la classe First.